# سد تیان‌هوابان
سد تیان‌هوابان (به لاتین: Tianhuaban Dam) یک سد در چین است که در شهرستان لودیان واقع شده‌است.